# Yorklyn
Yorklyn es un lugar designado por el censo ubicado en el condado de York en el estado estadounidense de Pensilvania. En el Censo de 2010 tenía una población de 1912 habitantes y una densidad poblacional de 1.626,05 personas por km².

## Geografía
Yorklyn se encuentra ubicado en las coordenadas 39°59′35″N 76°38′34″O / 39.99306, -76.64278. Según la Oficina del Censo de los Estados Unidos, Yorklyn tiene una superficie total de 1.18 km², de la cual 1.18 km² corresponden a tierra firme y (0%) 0 km² es agua.

## Demografía
Según el censo de 2010, había 1912 personas residiendo en Yorklyn. La densidad de población era de 1.626,05 hab./km². De los 1912 habitantes, Yorklyn estaba compuesto por el 84.05% blancos, el 7.11% eran afroamericanos, el 0.26% eran amerindios, el 2.41% eran asiáticos, el 0.05% eran isleños del Pacífico, el 3.4% eran de otras razas y el 2.77% pertenecían a dos o más razas. Del total de la población el 6.85% eran hispanos o latinos de cualquier raza.